# Sitting Bull (film)
Pour plus de détails, voir Fiche technique et Distribution.
Sitting Bull est un western américano-mexicain réalisé par Sidney Salkow et René Cardona, tourné en 1954 au Mexique en CinemaScope et sorti l'année suivante.
C'est la première production indépendante à être filmée en CinemaScope.

## Synopsis
Le film met en scène une version de la guerre menée entre Sitting Bull et les forces armées américaines qui conduisit à la bataille de Little Bighorn.
Robert Parrish est un brillant officier de l'armée américaine mais son indiscipline et sa sympathie envers les indiens n'est pas appréciée de ses supérieurs ni de sa fiancée.
À la suite de son refus de prendre la défense de colons qui ne respectent pas les traités passés avec les indiens, il est envoyé surveiller les indiens réduits à la faim dans un camp. Lorsque les indiens, parmi lesquels Young Buffalo, fils de Sitting Bull, se soulèvent, il refuse de réprimer l'insurrection et les laisse s'échapper. Par la suite Parrish négocie une rencontre entre le président Ulysses S. Grant  et Sitting Bull mais la traîtrise de George Armstrong Custer déclenche la Bataille de Little Bighorn au cours de laquelle celui-ci meurt. Conscient que les forces de l'armée coloniale sont trop importantes et que les indiens risquent un massacre en représailles de la mort de Custer, Parrish aide Sitting Bull et son peuple à s'enfuir vers le nord. Pour cet acte il est condamné à mort. Il sera sauvé in-extremis par l'intervention de Sitting Bull qui entre dans le fort ennemi et rencontre enfin Grant.

## Fiche technique
- Réalisation : Sidney Salkow et René Cardona
- Scénario : Jack DeWitt, Sidney Salkow
- Producteur : W. R. Frank
- Photographie : Víctor Herrera, Charles J. Van Enger
- Montage : Richard L. Van Enger
- Musique : Raoul Kraushaar
- Distributeur : United Artists
- Durée : 105 minutes
- Date de sortie : 6 octobre 1954

## Distribution

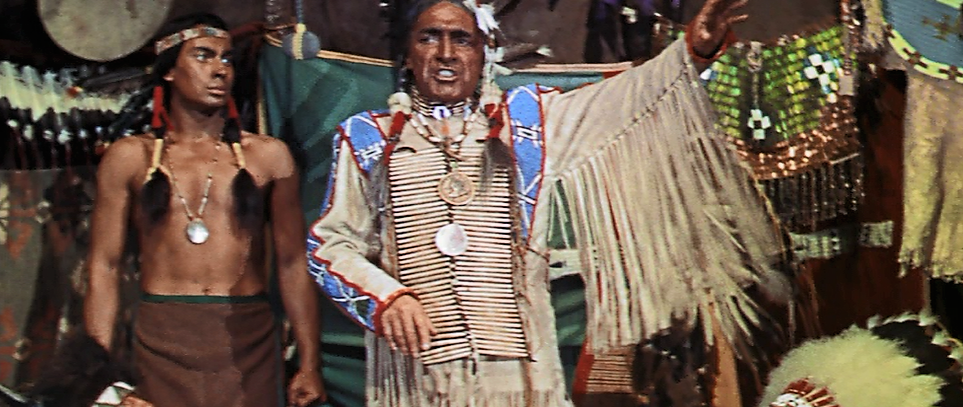
J.Carrol Naish
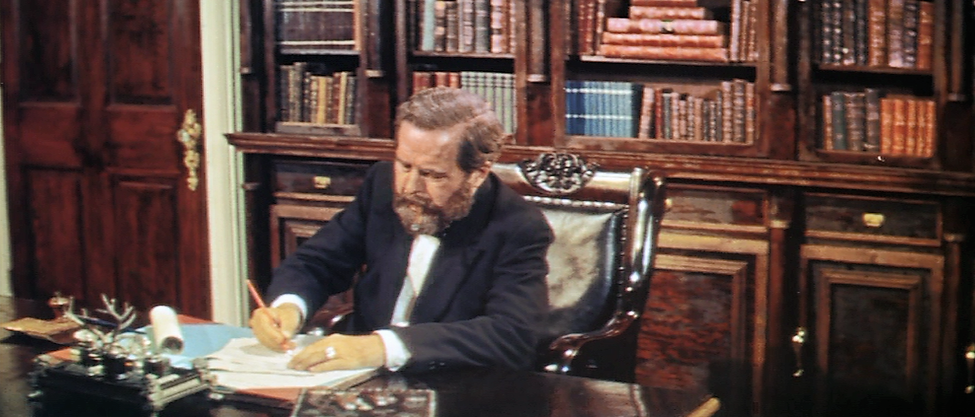
John Hamilton
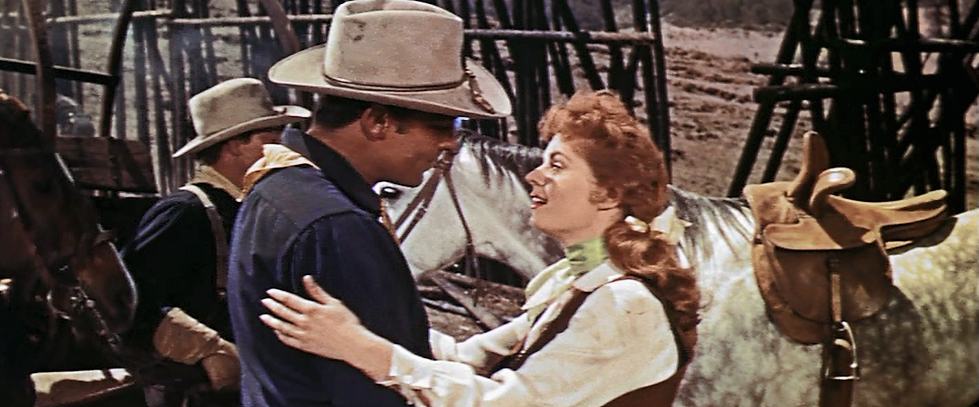
Mary Murphy
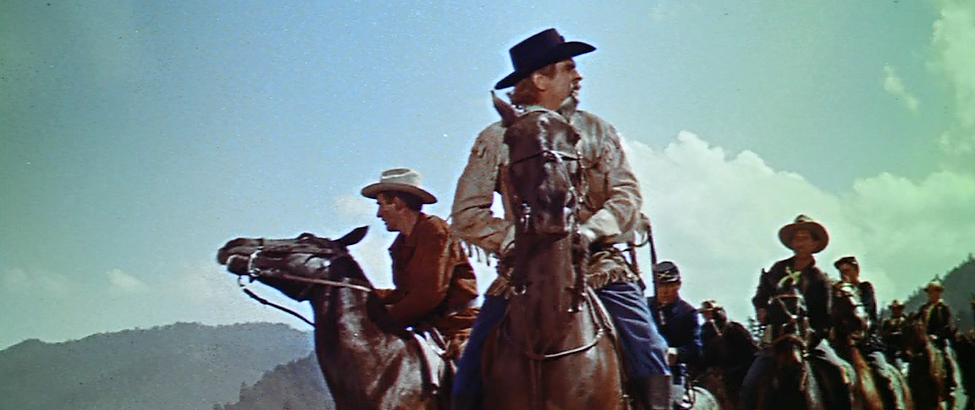
Douglas Kennedy
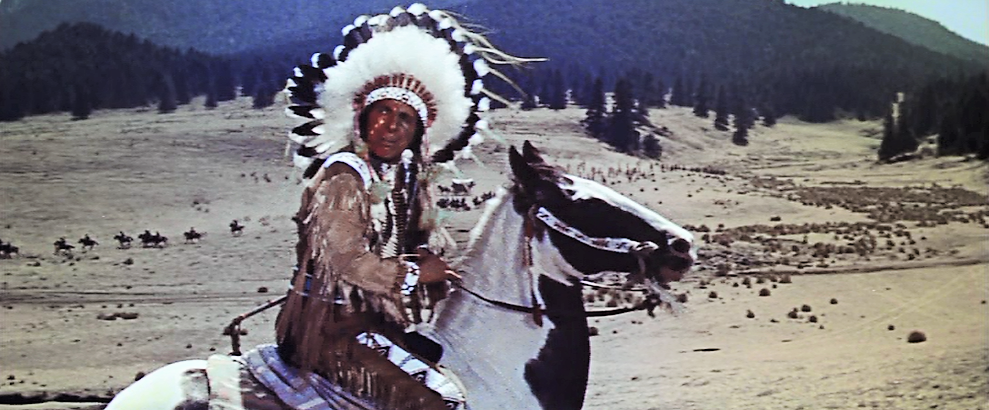
Iron Eyes Cody
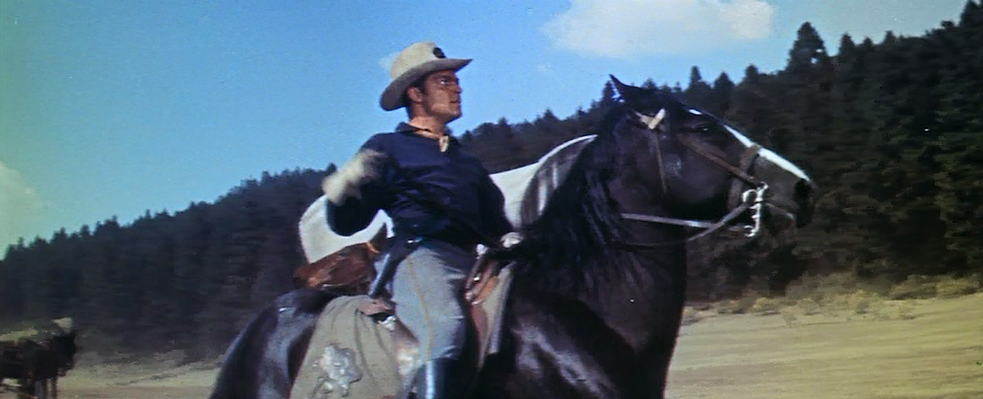
Dale Robertson